# Kapitol Palau
Kapitol Palau (anglicky Capitol of Palau) je sídlem Olbiil Era Kelulau (Palauského národního kongresu), vlády Palau a Nejvyššího soudu Palau. Nachází se v Ngerulmudu, administrativním hlavním městě země, a jeho architektonický design je inspirován Kapitolem Spojených států.

## Historie
Plány na výstavbu sahají až do roku 1986, kdy ústava stanovila Ngerulmud jako nové hlavní město. Kvůli nedostatku financí byla stavba zahájena až v roce 1999 a dokončena byla v roce 2006, díky půjčce poskytnuté Čínskou lidovou republikou.